# Gorham's Cave

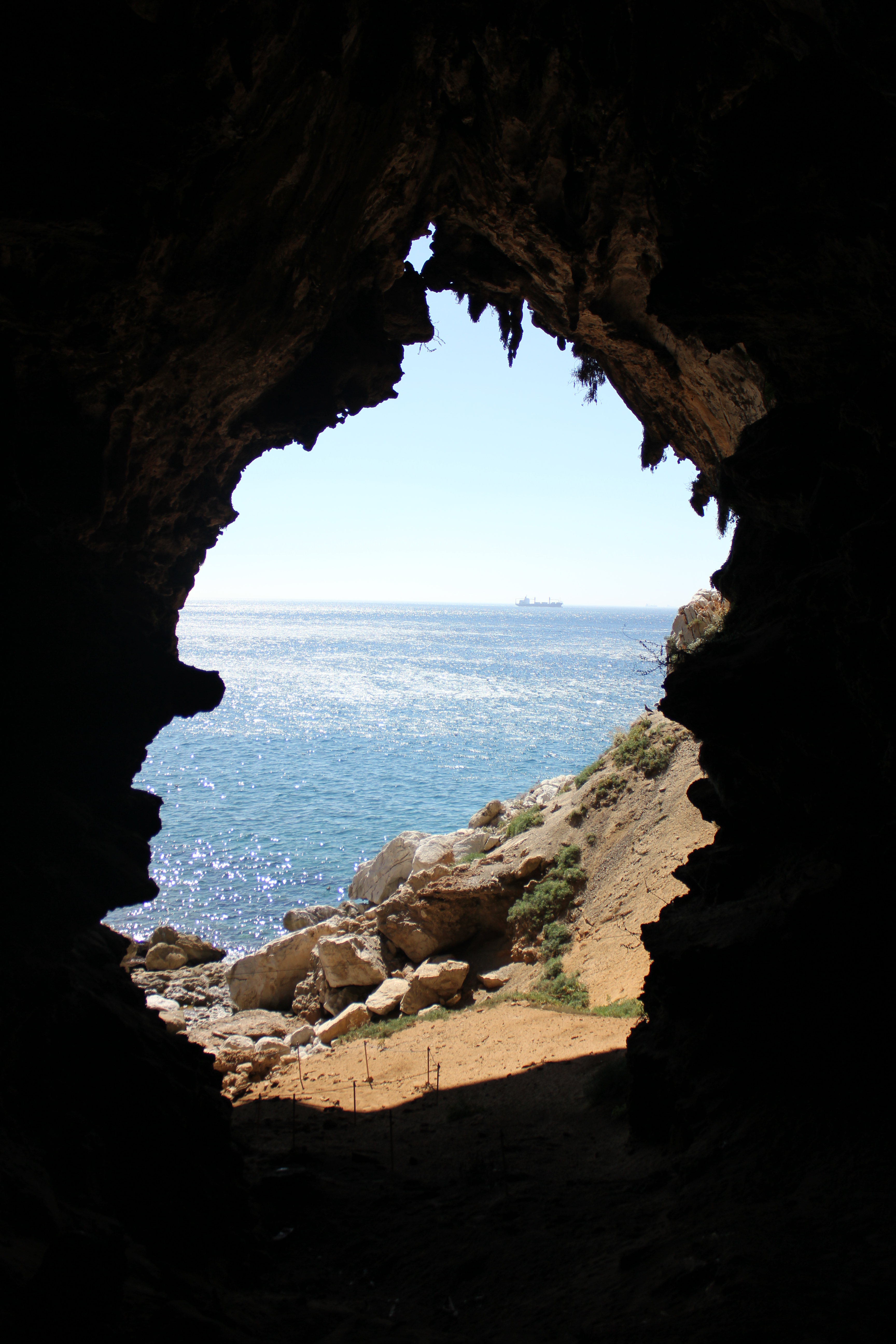
Utsikt över havet från Gorham's Cave

Gorham's Cave är en naturlig grotta i sydöstra delen av Gibraltarklippan i kalksten i Gibraltar.
Grottan är en av de sista kända bosättningarna av neanderthalare i Europa. Den låg då den var bosatt ungefär fem kilometer från Medelhavet, men ligger numera bara några meter från stranden.
Gorham's Cave har gett namn åt Grottkomplexet Gorham's Cave, vilket består av fyra separata grottor och som i maj 2012 föreslagits att bli världsarv enligt Unescos klassificering. De tre andra grottorna är Vanguard Cave, Hyaena Cave och Bennett's Cave. Grottkomplexet upptogs på världsarvslistan den 15 juli 2016.
Grottan är namngiven efter den brittiska kaptenen A. Gorham, vilken upptäckte grottan 1907. Grottans existens föll sedan i glömska under lång tid.
Flera arkeologiska utgrävningar har gjorts i grottan, vilka visat fynd i fyra lager. Det översta lagret visar att grottan varit bebodd mellan 700-talet till 200-talet före Kristus av fenicier. Nivå nummer två har givit fynd från neolitisk tid och nivå nummer tre artefakter med ursprung i Magdalénien- och Solutréenkulturerna. Den understa nivån har givit fynd från Moustérienkulturen.

## Hällristning

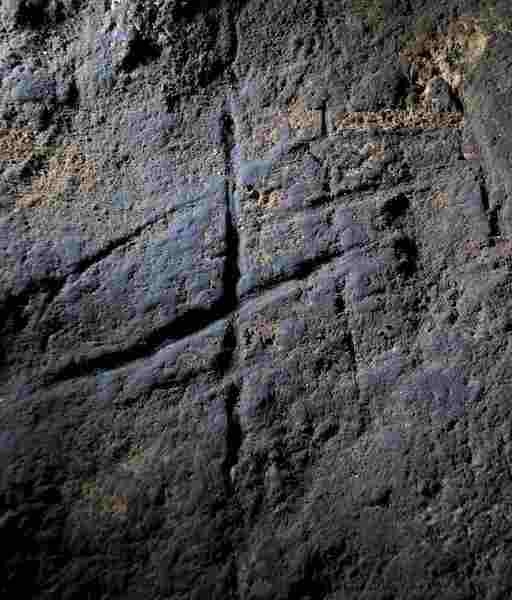
Den förhistoriska ristningen i Gorham's Cave

I juli 2012 upptäcktes en av allt att döma medvetet gjord ristning av symbolisk karaktär i bergväggen i grottan med symboler. Den består av åtta linjer i två grupper: tre längre linjer med två kortare tvärsöver. Ristningen bedöms vara minst 39 000 år gammal. 
Joaquín Rodríguez-Vidal från Huelvas universitet beskriver ristningen är "det första abstrakta grottkonstverk som påträffats, vilket utförts med konsekvens och omsorg och som fordrat en uthållig och långvarig arbetsinsats".